# 颍顺州
颍顺州，金朝世宗时短暂设置的州。
大定二十二年（1182年）改颍顺军置，治所在阳翟县（今河南省禹州市）。辖境约当今河南省禹州、新郑两市地。属南京路。二十四年（1184年）改名钧州。 